# NGC 2899

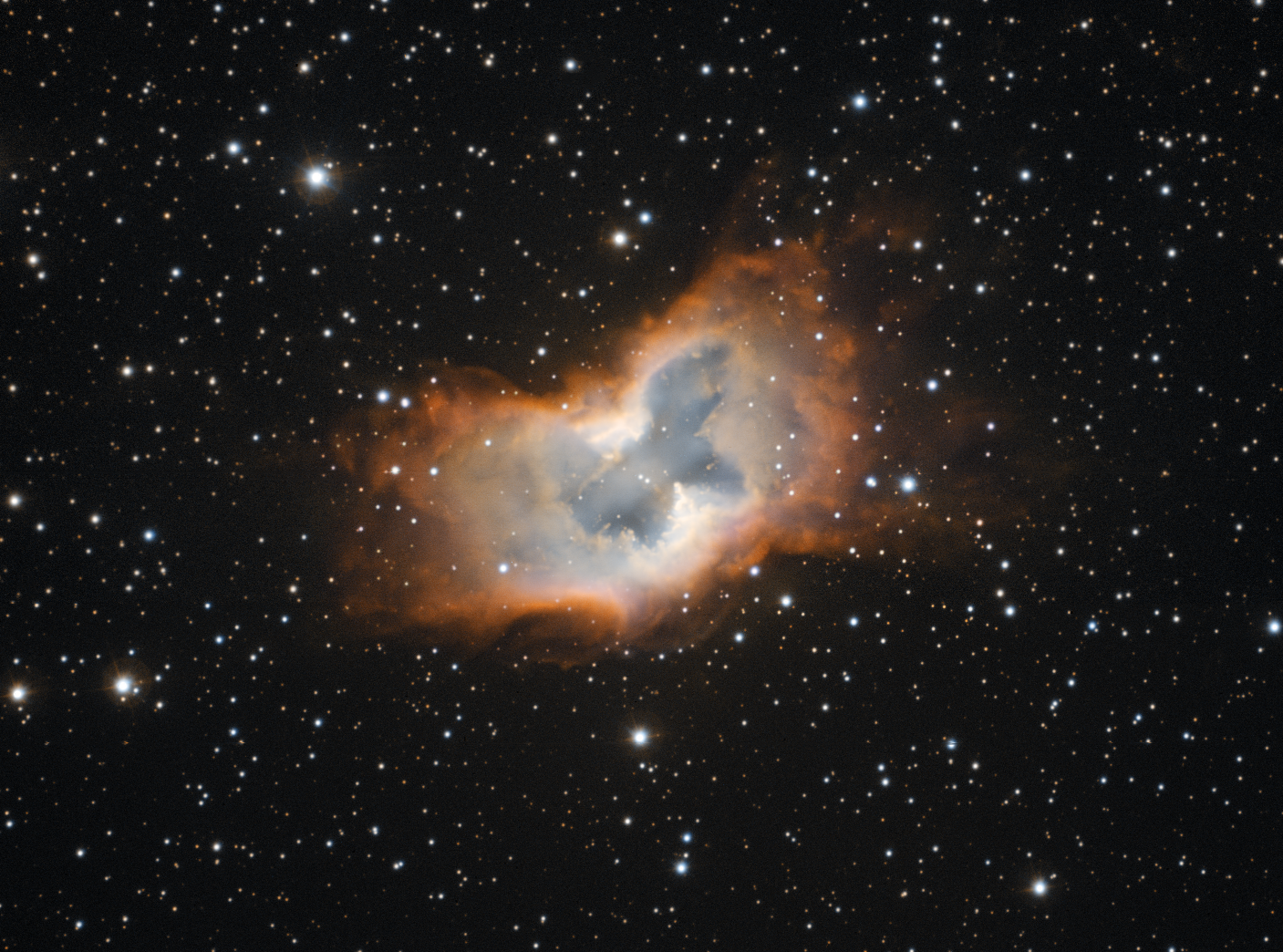
NGC 2899

NGC 2899 là một tinh vân hành tinh trong chòm sao Thuyền Phàm ở khoảng cách gần 6500 năm ánh sáng  nằm trong vùng sao giàu vừa phải. Nó được phát hiện bởi John Herschel vào năm 1835.